# Diaptomus
Diaptomus is een geslacht van eenoogkreeftjes uit de familie Diaptomidae. De wetenschappelijke naam van het geslacht is voor het eerst geldig gepubliceerd door John Obadiah Westwood in 1836. Een revisie van het geslacht, met een gedetailleerde beschrijving van de kenmerken, werd gepubliceerd door Jules de Guerne en Jules Richard in 1889.
Diaptomus komt over de hele wereld voor, in rivieren, meren en tijdelijke plassen. De meeste soorten zijn echter niet over een groot gebied verspreid. Deze eenoogkreeftjes zijn een belangrijk deel van zoöplankton dat voedsel is van vissen.
Dit geslacht telt meer dan 60 soorten. Vele andere soorten die ooit tot Diaptomus werden gerekend zijn later ondergebracht in aparte geslachten als Eudiaptomus, Leptodiaptomus, Tropodiastomus, Metadiaptomus, Mixodiaptomus, Phyllodiaptomus enz.